# ハミルトン郡 (イリノイ州)

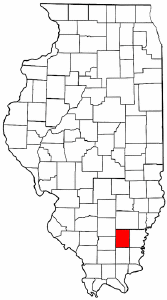
イリノイ州内の位置

ハミルトン郡 (Hamilton County) は、アメリカ合衆国イリノイ州に位置する郡である。人口は8,621人（2000年）。郡庁所在地はw:McLeansboro, Illinoisである。

## 地理
アメリカ合衆国統計局によると、この郡は総面積1,129 km2 (436 mi2) である。このうち1,127 km2 (435 mi2) が陸地で2 km2 (1 mi2) が水地域である。総面積の0.15%が水地域となっている。

### 隣接する郡
- ウェイン郡（北）
- ホワイト郡（東）
- ギャラティン郡（南東）
- セイリーン郡（南）
- フランクリン郡（西）
- ジェファーソン郡（北西）

## 人口動静
2000年国勢調査で、この郡は人口8,621人、3,462世帯、及び2,437家族が暮らしている。人口密度は8/km2 (20/mi2) である。4/km2 (9/mi2) の平均的な密度に3,983軒の住宅が建っている。この郡の人種的な構成は白人98.25%、アフリカン・アメリカン0.67%、先住民0.26%、アジア0.13%、太平洋諸島系0.01%、その他の人種0.14%、及び混血0.55%である。ここの人口の0.64%はヒスパニックまたはラテン系である。
この郡内の住民は24.00%が18歳未満の未成年、18歳以上24歳以下が7.90%、25歳以上44歳以下が24.70%、45歳以上64歳以下が24.20%、及び65歳以上が19.20%にわたっている。中央値年齢は41歳である。女性100人ごとに対して男性は93.30人である。18歳以上の女性100人ごとに対して男性は91.00人である。
この郡の世帯ごとの平均的な収入は30,496米ドルであり、家族ごとの平均的な収入は37,651米ドルである。男性は31,864米ドルに対して女性は17,977米ドルの平均的な収入がある。この郡の一人当たりの収入 (per capita income) は16,262米ドルである。人口の12.90%及び家族の8.50%は貧困線以下である。全人口のうち18歳未満の19.90%及び65歳以上の9.40%は貧困線以下の生活を送っている。

## 都市及び町
- McLeansboro
- Belle Prairie City
- Broughton
- Dahlgren

1. ↑   Find a County, National Association of Counties 2011年6月7日閲覧。
2. ↑   American FactFinder, United States Census Bureau 2008年1月31日閲覧。